# Eugagrella fokiana
Eugagrella fokiana is een hooiwagen uit de familie Sclerosomatidae.